# Paranoïa (film, 2018)
Pour les articles homonymes, voir Paranoïa (homonymie).
Pour plus de détails, voir Fiche technique et Distribution.
Paranoïa ou Dérangée au Québec (Unsane) est un thriller psychologique américain réalisé par Steven Soderbergh et sorti en 2018. Le film présente la particularité d'avoir été tourné avec un iPhone 7 Plus.
Le film est dévoilé hors-compétition à la Berlinale 2018.

## Synopsis
Sawyer Valentini est placée contre sa volonté au sein du Highland Creek Behavioral Center. Dans cette institution psychiatrique, elle est confrontée à sa plus grande peur, celle d'être poursuivie par son harceleur, David Strine. Mais est-ce réel ou le fruit de son imagination ?

## Fiche technique
- Titre : Paranoïa
- Titre québécois : Dérangée
- Titre original : Unsane
- Réalisation, montage et photographie : Steven Soderbergh
- Scénario : Jonathan Bernstein et James Greer (en)
- Musique : David Wilder Savage
- Production : Joseph Malloch
- Sociétés de production : Fingerprint Releasing, Regency Enterprises et Extension 765 Productions
- Sociétés de distribution : Bleecker Street (États-Unis), 20th Century Fox (Canada et France)
- Pays de production :  États-Unis
- Langue originale : anglais
- Format : couleur
- Budget : 1,5 million de dollars[2]
- Genre : thriller psychologique et horreur
- Durée : 98 minutes
- Dates de sortie :
  - Allemagne : 21 février 2018 (Berlinale 2018 - hors-compétition)
  - États-Unis, Canada : 23 mars 2018
  - France : 11 juillet 2018
- Classification[3] :
  - États-Unis : R
  - France : interdit aux moins de 12 ans

## Distribution
- Claire Foy (VF : Adeline Moreau) : Sawyer Valentini
- Joshua Leonard (VF : Bruno Magne) : David Strine
- Jay Pharoah (VF : Diouc Koma) : Nate Hoffman
- Juno Temple (VF : Juliette Allain) : Violet
- Aimee Mullins (VF : Laëtitia Lefebvre) : Ashley Brighterhouse
- Amy Irving (VF : Marie-Laure Dougnac) : Angela Valentini
- Gibson Frazier (VF : Laurent Morteau) : Dr Hawthorne
- Polly McKie (VF : Carole Franck) : l'infirmière Boles
- Zach Cherry (VF : Tristan Le Doze) : Denis
- Sarah Stiles (VF : Diane Kristanek) : Jill
- Lynda Mauze (VF : Virginie Emane) : Dolores
- Raúl Castillo (VF : Benjamin Benhamou) : Jacob
- Colin Woodell (VF : Nicolas Buchoux) : Mark
- Matt Damon (VF : Damien Boisseau) : Détective Ferguson

 Source et légende : version française (VF) sur RS Doublage et selon le carton du doublage français cinématographique.

## Production
Lors de la postproduction de son précédent film, la comédie Logan Lucky (2017), Steven Soderbergh prend conscience qu'il souhaite changer radicalement de registre pour son prochain long métrage et réaliser un film de genre :

« J’avais mis en place une structure de distribution, Fingerprint Releasing, toute prête à travailler sur ce genre de projets. Durant la première semaine de janvier 2017, j’ai reçu un appel du scénariste James Greer, avec qui j’avais déjà travaillé. Il voulait savoir si j’avais un projet auquel il pourrait participer. Je lui ai dit que je n’avais rien en vue pour le moment, mais que s’il écrivait un thriller à petit budget, je pourrais le tourner durant l’été. »

Steven Soderbergh et son scénariste s'inspirent en partie de films se déroulant dans des établissements psychiatriques comme Shock Corridor (1963) de Samuel Fuller et Vol au-dessus d'un nid de coucou (1975) de Miloš Forman. Le réalisateur ajoute : « J’ai aussi songé à Répulsion et à Rosemary's Baby. Je me suis fait une liste et j’ai revu certains de ces films, classiques ou plus contemporains, et j’ai pris conscience que le nôtre devrait privilégier l’intensité, la gêne et l’inconfort plutôt que l’horreur et la violence ».
La production a lieu très vite et dans le plus grand secret. En juillet 2017, The Tracking Board et Variety dévoilent le nouveau film de Steven Soderbergh, intitulé Unsane, tourné en secret avec un iPhone, avec Claire Foy et Juno Temple dans les rôles principaux,,. Steven Soderbergh avoue avoir choisi Claire Foy non pas pour sa prestation dans The Crown mais son discours lorsqu'elle a reçu le Golden Globe de la meilleure actrice dans une série télévisée dramatique en 2017 : « Elle était de toute évidence surprise, elle ne s’y attendait pas du tout et n’a absolument pas cherché à le cacher. Je l’ai trouvée si charmante à cet instant que j’ai eu envie de voir la série, que j’ai beaucoup aimée. Et je me suis dit que si elle était aussi différente dans la vie, alors peut-être qu’elle aurait envie d’être différente à l’écran, avec un rôle comme celui de Sawyer dans un film comme Paranoïa ».
Le tournage a lieu notamment au Summit Park Hospital à Pomona dans l'État de New York. Les prises de vue sont réalisées avec un iPhone 7 Plus et l'application FiLMiC Pro. Pour certaines séquences, des drones avec différents objectifs (un 18 mm, un 60 mm, et un fisheye) sont utilisés.

## Accueil

### Critique
Le film reçoit des critiques globalement positives. Sur l'agrégateur américain Rotten Tomatoes, il récolte 80% d'opinions favorables pour 231 critiques et une note moyenne de 6,71⁄10. Sur Metacritic, il obtient une note moyenne de 63⁄100 pour 45 critiques.
En France, le film obtient une note moyenne de 3,3⁄5 sur le site AlloCiné, qui recense 28 titres de presse.

### Box-office
Le film ne rapporte qu'un peu plus de 14 millions de dollars dans le monde, mais n'a été tourné que pour un budget de 1,5 million,.
| Pays ou région    | Box-office      | Date d'arrêt du box-office | Nombre de semaines |
| ----------------- | --------------- | -------------------------- | ------------------ |
| États-Unis Canada | 7 732 899 $     | -                          | -                  |
| France            | 204 170 entrées | -                          | -                  |
| Total mondial     | 14 293 601 $    | -                          | -                  |